# Gabriel Lobos
Gabriel Alfredo Lobos es un exfutbolista argentino, nacido en la ciudad de Temperley, Buenos Aires en 1974. Durante su trayectoria se desempeñó en la posición defensiva.

## Carrera
Debutó en el Milrayitas en 1993, y en 1994 el equipo ascendió a Primera División. Se mantuvo en el club hasta el año 2000, cuando se suma a Huracán de Parque Patricios.
Luego de 3 años, se va a la Provincia de Santa Fe y firma contrato con Atlético Rafaela. Para la siguiente temporada firma con Quilmes, y tras estar solo un año se muda a Córdoba para jugar en Instituto.
Siguió en Almagro para la temporada 2006-07 y se mantuvo hasta el 2009 en el equipo Tricolor.
Luego traspasó a Sportivo Italiano donde jugó hasta el 2011, luego tuvo un breve paso por Maronese de Neuquén y volvió a Buenos Aires donde se sumó a Deportivo Español, donde se mantuvo por tres años y finalmente el club en que se retiraría.
Actualmente ocupa el cargo de Director Técnico de Los Andes.

## Clubes
| Club                | País      | Año       |
| ------------------- | --------- | --------- |
| Los Andes           | Argentina | 1993-2000 |
| Huracán             | Argentina | 2000-2003 |
| Atlético Rafaela    | Argentina | 2003-2004 |
| Quilmes             | Argentina | 2004-2005 |
| Instituto           | Argentina | 2005-2006 |
| Almagro             | Argentina | 2006-2009 |
| Sportivo Italiano   | Argentina | 2009-2011 |
| Maronese de Neuquén | Argentina | 2011-2012 |
| Deportivo Español   | Argentina | 2012-2015 |

- Datos: Q23927879